# Славагора
Славагора (хорв. Slavagora) — населений пункт у Хорватії, в Загребській жупанії у складі міста Самобор.

## Населення
Населення за даними перепису 2011 року становило 74 осіб.
Динаміка чисельності населення поселення:

## Клімат
Середня річна температура становить 10,17 °C, середня максимальна – 24,01 °C, а середня мінімальна – -5,89 °C. Середня річна кількість опадів – 1017 мм.
| Клімат поселення                              | Клімат поселення | Клімат поселення | Клімат поселення | Клімат поселення | Клімат поселення | Клімат поселення | Клімат поселення | Клімат поселення | Клімат поселення | Клімат поселення | Клімат поселення | Клімат поселення | Клімат поселення |
| Показник                                      | Січ.             | Лют.             | Бер.             | Квіт.            | Трав.            | Черв.            | Лип.             | Серп.            | Вер.             | Жовт.            | Лист.            | Груд.            |                  |
| Середній максимум, °C                         | 6,06             | 7,74             | 11,94            | 16,20            | 20,90            | 24,01            | 22,89            | 22,36            | 18,60            | 13,60            | 8,13             | 4,24             |                  |
| Середня температура, °C                       | 0,09             | 1,75             | 5,96             | 10,21            | 14,91            | 18,01            | 19,78            | 19,25            | 15,48            | 10,49            | 4,99             | 1,13             |                  |
| Середній мінімум, °C                          | −5,89            | −4,23            | −0,02            | 4,24             | 8,93             | 12,03            | 16,65            | 16,14            | 12,37            | 7,36             | 1,88             | −1,99            |                  |
| Норма опадів, мм                              | 54               | 54               | 70               | 75               | 85               | 111              | 96               | 99               | 100              | 98               | 100              | 75               |                  |
| Середньомісячна швидкість вітру, м/с          | 1.62             | 1.78             | 2.19             | 2.10             | 1.96             | 1.80             | 1.70             | 1.59             | 1.52             | 1.59             | 1.68             | 1.67             |                  |
| Середньомісячна сонячна радіація, кДж/м²·день | 4143             | 6869             | 10394            | 14861            | 18949            | 20766            | 21741            | 18784            | 13909            | 8681             | 4568             | 3335             |                  |
| --------------------------------------------- | ---------------- | ---------------- | ---------------- | ---------------- | ---------------- | ---------------- | ---------------- | ---------------- | ---------------- | ---------------- | ---------------- | ---------------- | ---------------- |
| Джерело:                                      |                  |                  |                  |                  |                  |                  |                  |                  |                  |                  |                  |                  |                  |